# Cattedrale di Truro
La cattedrale di Truro (cattedrale della Beata Vergine Maria, in inglese Cathedral Church of the Blessed Virgin Mary) è la chiesa principale della diocesi anglicana di Truro, in Cornovaglia (Inghilterra), progettata da John Loughborough Pearson.